# 47. Międzynarodowy Festiwal Filmowy w Berlinie
47. Międzynarodowy Festiwal Filmowy w Berlinie odbył się w dniach 13–24 lutego 1997 roku. W konkursie głównym zaprezentowano 25 filmów pochodzących z 14 różnych krajów.
Jury pod przewodnictwem byłego francuskiego ministra kultury i edukacji Jacka Langa przyznało nagrodę główną festiwalu, Złotego Niedźwiedzia, amerykańskiemu filmowi Skandalista Larry Flynt w reżyserii Miloša Formana. Drugą nagrodę w konkursie głównym, Srebrnego Niedźwiedzia – Nagrodę Specjalną Jury, przyznano tajwańskiemu filmowi Rzeka w reżyserii Tsai Ming-lianga.
Honorowego Złotego Niedźwiedzia za całokształt twórczości odebrała amerykańska aktorka Kim Novak. W ramach festiwalu odbyła się retrospektywa twórczości austriackiego reżysera Georga Wilhelma Pabsta.

## Członkowie jury

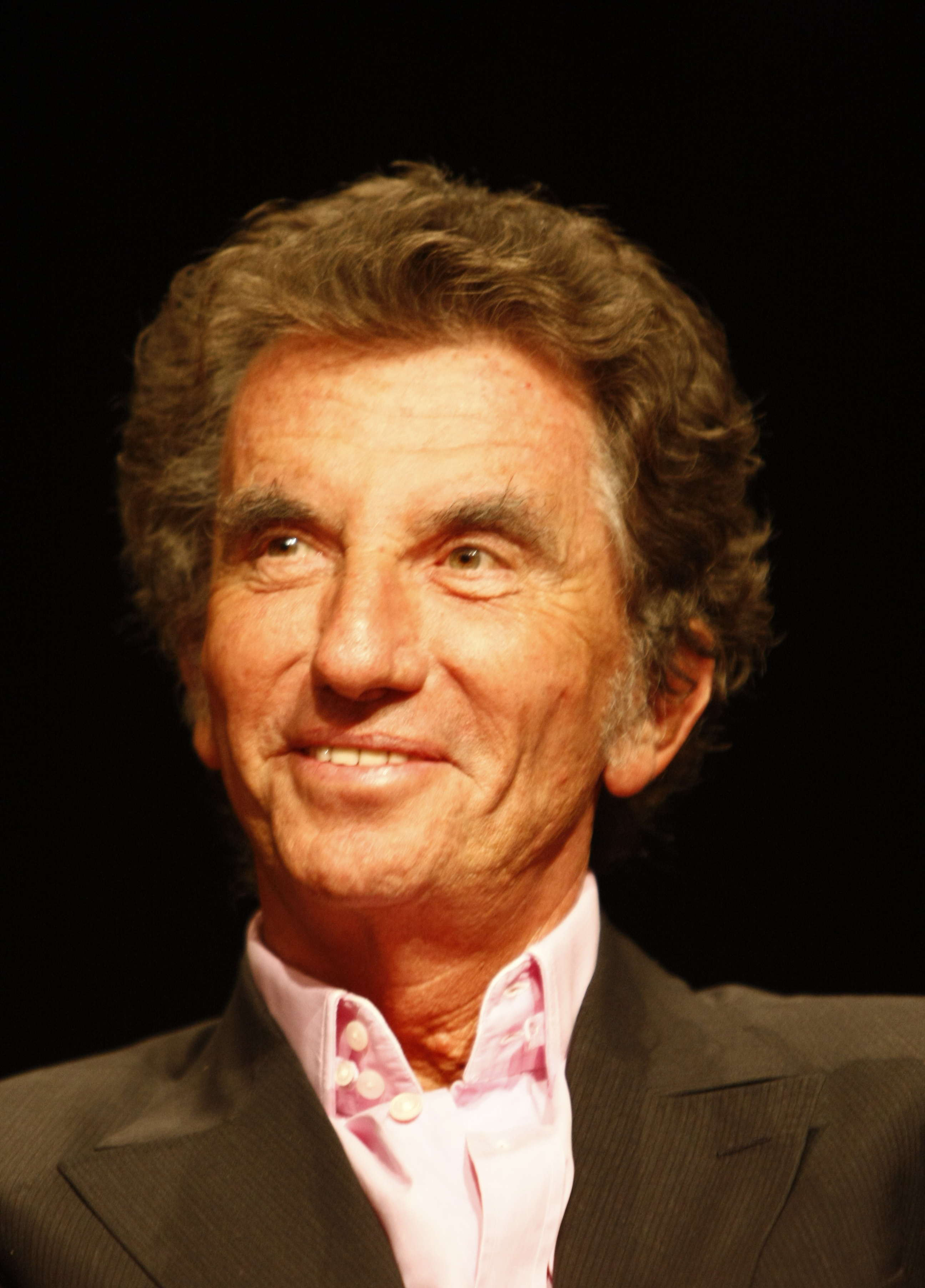
Przewodniczący jury konkursu głównego Jack Lang.

### Konkurs główny
- Jack Lang, były francuski minister kultury i edukacji – przewodniczący jury[3]
- Hark Bohm, niemiecki aktor i reżyser
- Férid Boughedir, tunezyjski reżyser
- Maggie Cheung, hongkońska aktorka
- Fred Gronich, wieloletni pracownik Motion Picture Association
- David Hare, brytyjski dramaturg i scenarzysta
- Per Holst, duński producent filmowy
- Bolesław Michałek, polski krytyk filmowy
- Marianne Sägebrecht, niemiecka aktorka
- Humberto Solás, kubański reżyser
- Ning Ying, chińska reżyserka

## Selekcja oficjalna

### Konkurs główny
Następujące filmy zostały wyselekcjonowane do udziału w konkursie głównym o Złotego Niedźwiedzia i Srebrne Niedźwiedzie:
| Tytuł polski             | Tytuł oryginalny                                          | Reżyseria                 | Kraj produkcji    |
| ------------------------ | --------------------------------------------------------- | ------------------------- | ----------------- |
| Czarownice z Salem       | The Crucible                                              | Nicholas Hytner           | Stany Zjednoczone |
| Angielski pacjent        | The English Patient                                       | Anthony Minghella         | Stany Zjednoczone |
| Genealogia zbrodni       | Généalogies d’un crime                                    | Raúl Ruiz                 | Francja           |
| Autobus                  | Get on the Bus                                            | Spike Lee                 | Stany Zjednoczone |
| Rzeka                    | 河流 He liu                                               | Tsai Ming-liang           | Tajwan            |
| Miłość i wojna           | In Love and War                                           | Richard Attenborough      | Stany Zjednoczone |
| Wyspa przy ulicy Ptasiej | The Island on Bird Street                                 | Søren Kragh-Jacobsen      | Dania             |
| Życie to plac budowy     | Das Leben ist eine Baustelle                              | Wolfgang Becker           | Niemcy            |
| Under Western Eyes       | לנגד עיניים מערביות Leneged Einayim Ma’araviyot'          | Joseph Pitchhadze         | Izrael            |
| Lucie Aubrac             | Lucie Aubrac                                              | Claude Berri              | Francja           |
| Nadzór                   | 埋伏 Mai fu                                               | Huang Jianxin             | Chiny             |
| Cztery dni we wrześniu   | O Que é Isso, Companheiro?                                | Bruno Barreto             | Brazylia          |
| Panna Nikt               | Panna Nikt                                                | Andrzej Wajda             | Polska            |
| Skandalista Larry Flynt  | The People vs. Larry Flynt                                | Miloš Forman              | Stany Zjednoczone |
| Port Djema               | Port Djema                                                | Éric Heumann              | Francja           |
| Romeo i Julia            | Romeo + Juliet                                            | Baz Luhrmann              | Stany Zjednoczone |
| Rosewood w ogniu         | Rosewood                                                  | John Singleton            | Stany Zjednoczone |
| Viva Erotica             | 色情男女 Se qing nan nu                                   | Derek Yee i Law Chi-leung | Hongkong          |
| Sekrety serca            | Secretos del corazón                                      | Montxo Armendáriz         | Hiszpania         |
| Księżycowa serenada      | 瀬戸内ムーンライト・セレナーデ Setouchi munraito serenade | Masahiro Shinoda          | Japonia           |
| Biały labirynt           | Smilla’s Sense of Snow                                    | Bille August              | Dania             |
| Terytorium Komanczów     | Territorio Comanche                                       | Gerardo Herrero           | Hiszpania         |
| Trzy historie            | Три истории Tri istorii                                   | Kira Muratowa             | Ukraina           |
| Twin Town                | Twin Town                                                 | Kevin Allen               | Wielka Brytania   |
| Kuchnia                  | 我愛廚房 Wo ai chu fang                                   | Yim Ho                    | Hongkong          |

### Pokazy pozakonkursowe
Następujące filmy zostały wyświetlone na festiwalu w ramach pokazów pozakonkursowych:
| Tytuł polski                    | Tytuł oryginalny       | Reżyseria             | Kraj produkcji    |
| ------------------------------- | ---------------------- | --------------------- | ----------------- |
| Komediant                       | Le comédien            | Christian de Chalonge | Francja           |
| Dzień i noc                     | Le jour et la nuit     | Bernard-Henri Lévy    | Francja           |
| Marsjanie atakują!              | Mars Attacks!          | Tim Burton            | Stany Zjednoczone |
| Moje serce należy tylko do mnie | Mein Herz – Niemandem! | Helma Sanders-Brahms  | Niemcy            |

## Laureaci nagród

### Konkurs główny
Złoty Niedźwiedź
- Skandalista Larry Flynt, reż. Miloš Forman

Srebrny Niedźwiedź – Nagroda Specjalna Jury
- Rzeka, reż. Tsai Ming-liang

Srebrny Niedźwiedź dla najlepszego reżysera
- Éric Heumann – Port Djema

Srebrny Niedźwiedź dla najlepszej aktorki
- Juliette Binoche – Angielski pacjent

Srebrny Niedźwiedź dla najlepszego aktora
- Leonardo DiCaprio – Romeo i Julia

Srebrny Niedźwiedź za wybitne osiągnięcie artystyczne
- Muzyka: Zbigniew Preisner – Wyspa przy ulicy Ptasiej

Srebrny Niedźwiedź za wybitny wkład artystyczny
- Genealogia zbrodni, reż. Raúl Ruiz

Nagroda im. Alfreda Bauera za innowacyjność
- Baz Luhrmann – Romeo i Julia

Wyróżnienie honorowe
- Wolfgang Becker za ironiczno-humorystyczny portret współczesnego Berlina w filmie Życie to plac budowy
- Jordan Kiziuk za debiutancką rolę męską w filmie Wyspa przy ulicy Ptasiej
- Spike Lee za wybitną grę aktorską całej obsady filmu Autobus
- Anna Wielgucka za debiutancką rolę żeńską w filmie Panna Nikt

### Konkurs filmów krótkometrażowych
Złoty Niedźwiedź dla najlepszego filmu krótkometrażowego
- Senaste Nytt, reż. Per Carleson

### Pozostałe nagrody
Nagroda FIPRESCI
- Rzeka, reż. Tsai Ming-liang

Honorowy Złoty Niedźwiedź za całokształt twórczości
- Kim Novak